# Xiquiripat
Xiquiripat o Xic (del maya quiché: xic ‘la alita’‘xic, ala’) es, en la mitología maya, una deidad de carácter demoníaco; en concreto es una de las doce que habita en el inframundo terrenal de Xibalbá. Esta deidad era para los mayas la causante de los derramamientos de sangre entre los hombres.